# District de Sátoraljaújhely
Le district de Sátoraljaújhely (en hongrois : Sátoraljaújhelyi járás) est un des 16 districts du comitat de Borsod-Abaúj-Zemplén en Hongrie. Créé en 2013, il compte 22 673 habitants et rassemble 21 localités : 19 communes et 2 villes dont Sátoraljaújhely, son chef-lieu.
Cette entité existait déjà auparavant, d'abord au sein de l'ancien comitat de Zemplén. Lors du Traité de Trianon en 1920, le comitat de Zemplén a été divisé en deux parties : celle du nord a été donné à la Tchécoslovaquie tandis que celle du sud est resté à la Hongrie. Entre 1932 et 1938, le district a été intégré dans celui de Sárospatak. Lors de la réorganisation comitale de 1950, le district est devenu partie du nouveau comitat de Borsod-Abaúj-Zemplén. Il a été supprimé en 1983 lors d'une réforme territoriale.

## Localités
- Alsóberecki
- Alsóregmec
- Bózsva
- Felsőberecki
- Felsőregmec
- Filkeháza
- Füzér
- Füzérkajata
- Füzérkomlós
- Füzérradvány
- Hollóháza
- Kishuta
- Kovácsvágás
- Mikóháza
- Nagyhuta
- Nyíri
- Pusztafalu
- Pálháza
- Sátoraljaújhely
- Vilyvitány
- Vágáshuta